# Marie Kruse
Marie Caroline Ernestine Clementine Kruse (19. februar 1842 i Flensborg – 12. februar 1923 i København) oprettede Marie Kruses Skole i København og var skolens bestyrerinde 1869–1902. Hun modtog fortjenstmedaljen i guld i 1894. Hun forblev ugift.
Hun voksede op som en del af den dansksindede folkedel i hertugdømmet Slesvig. Hendes far Johan Hinrich Jes Kruse (5. november 1805–21. august 1859), der var værkmester på tugt- og arbejdshuset i Flensborg, var aktiv i det danske arbejde, hvor han var med til at starte en dansk skole i Flensborg, og han har lagt navn til det danske mindretals skole Jes Kruse Skolen i Egernførde.
Marie Kruse tog privatlærerindeeksamen fra N. Zahles Skole i 1862, tog institutbestyrerindeeksamen og underviste sammen med Louise Thomsen på en lille skole indtil Louise Thomsens død i 1869, hvorefter hun videreførte skolen i eget navn på Vesterbro.
Af bestyrelser var Marie Kruse aktiv i Forening til Lærerinders Understøttelse, Forenede Pigeskoler i København og på Frederiksberg og Sønderjydsk Samfund.
Der findes et portrætmaleri af hende fra 1902 af Carl Wentorf på Marie Kruses Skole. Fotografier i Det Kongelige Bibliotek.